# 大和旅馆
大和旅馆（日语：ヤマトホテル），是南满洲铁道株式会社于1907年至1945年间在南满铁路沿线城市开设的高档连锁宾馆，由满铁运输部旅馆课管辖，多作为军政要员活动场所使用。截至满洲国灭亡前，满铁共开设有7座大和旅馆。

## 哈尔滨

### 哈尔滨大和旅馆

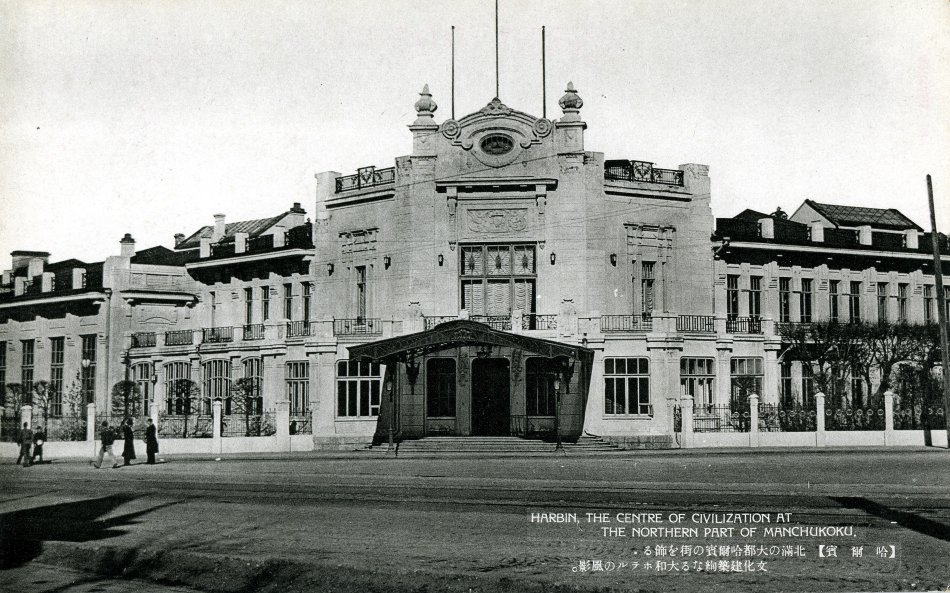
哈尔滨大和旅馆

哈尔滨大和旅馆位于今黑龙江省哈尔滨市南岗区红军街85号，毗邻哈尔滨火车站，建于1901年，落成于1903年2月，现为龙门大厦贵宾楼。其建筑面积为7198平方米，地上两层、地下一层，属于新艺术建筑风格，由中东铁路工程局设计建造，时名中东铁路宾馆，是红军街（当时名为车站街）上的第一座建筑，也是哈尔滨市第一家豪华宾馆。
宾馆内安装有当时发明不久的抽水马桶和全中国唯一保存至今且仍在使用的木制冰箱，初建时安装的旋转门也一直使用至今。日俄战争时，这里临时辟为俄军野战医院，1907年则改为俄国军官的俱乐部，哈尔滨人俗称“戈比旦乐园”，后改为俄国总领事馆。1926年5月，宾馆进行第一次改造，改造门面，将木质地板改为大理石。九一八事变前，该建筑曾是中东铁路和哈尔滨市的中枢。1935年3月23日，苏联以1.4亿日元将中东铁路出售给满洲国，次年6月宾馆进行第二次改造，建筑面积扩至今日规模，建筑风格也融入日本特色，楼前增设雨搭。1937年2月1日，宾馆改名为“哈尔滨大和旅馆”，划归满铁。溥仪的弟弟溥杰夫妇曾经下榻于215房间。
1946年4月，中共军队占领哈尔滨；同年7月，东北铁路总局在此成立，这里成为局长陈云、副局长吕正操的办公场所和大部分接收东北铁路的干部的驻地。1950年5月1日成为中苏合办中国长春铁路管理局的苏联专家楼。1952年中长铁路移交中国后，该建筑划归哈尔滨军事工程学院，成为其下的苏联军事顾问团专用宿舍。1960年中苏交恶后，苏联专家撤回苏联，该建筑改为哈军工招待所。1968年，哈尔滨铁路局将其收回，初期作为铁路局医院，后改为铁路局招待所。1986年，该建筑成为哈尔滨市首批认定的一类保护建筑。1996年9月18日，哈尔滨铁路局对建筑进行第三次大修，在保留原建筑风格的前提下安装现代化服务设施，并改为龙门大厦贵宾楼，1997年10月起对社会全面开放   。

## 旅顺

### 旅顺大和旅馆

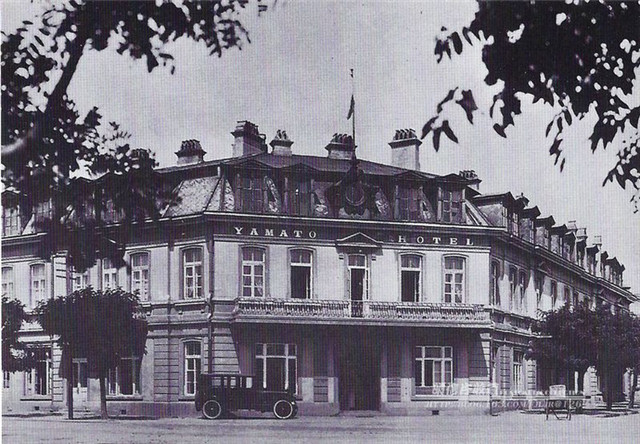
旅顺大和旅馆

旅顺大和旅馆位于今辽宁省大连市旅顺口区文化街30号，建于1903年，建筑面积3796平方米，现为中国人民解放军驻军某部招待所。。最初上层是沙俄统治时期俄籍中国富商纪凤台的私宅，下层为商店。1906年，日本人将上层改为“大和旅馆”并交给“满铁”，名为旅馆，实际上带有浓厚的半情报机关性质。1927年，川岛芳子与蒙古王爷之子甘珠尔扎布在二楼举行了婚礼。1931年，此楼成为溥仪的“行宫”。这里亦是日本关东军筹划满洲国政权的场所，满洲国重要人物郑孝胥曾在筹备建国期间在此下榻。1945年至1955年为苏军警备执勤机关。1977年整修后，外部原有建筑风格消失殆尽，内部基本未变。
旅顺大和旅馆另有黄金山分馆，建于1929年，建筑面积207平方米，是一栋融东西方建筑风格的二层小楼。1945年8月苏军进驻旅大后改为俄罗斯旅馆，苏军撤离后转交解放军海军某部作疗养院和招待所，后来又增建一些附属建筑。2004年8月被公布为大连市第二批重点保护建筑，然而保护状况不容乐观。

## 大连

### 大连星浦大和旅馆

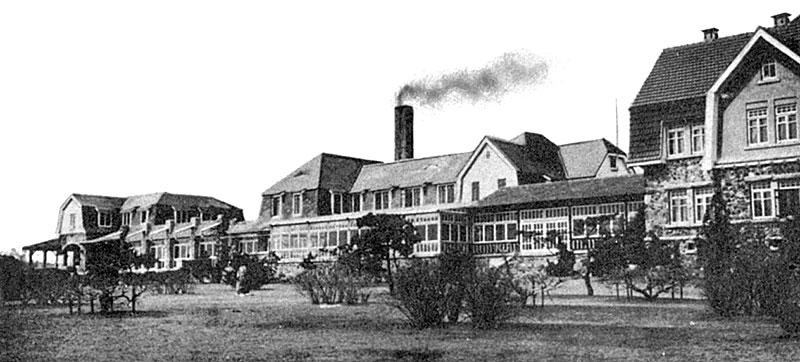
大连星浦大和旅馆

大连星浦大和旅馆位于星浦游园（今星海公园）内，郑孝胥在筹备建立“满洲国”期间也在此下榻。现已不存。

### 大连大和旅馆

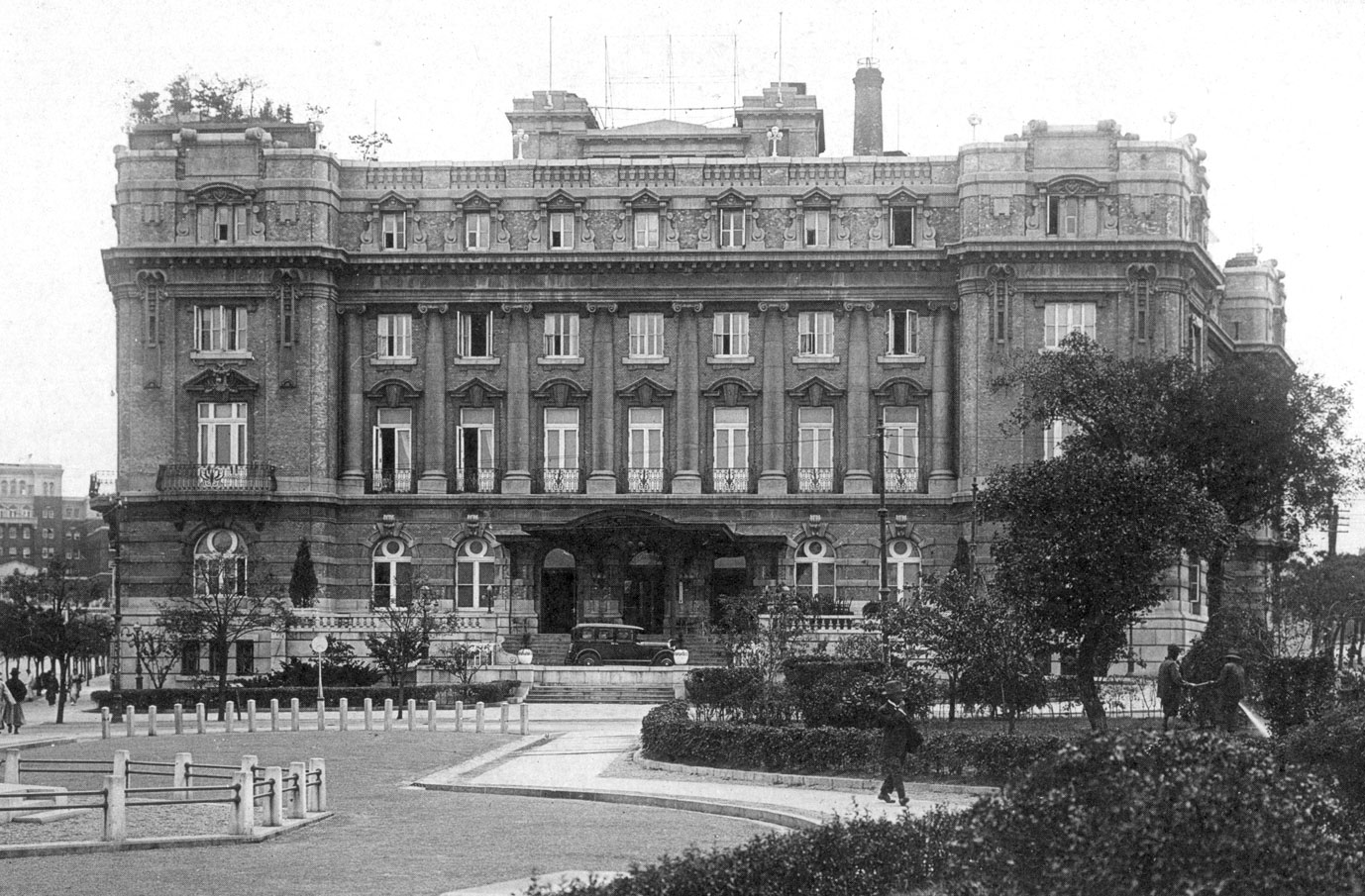
大连大和旅馆

大连大和旅馆位于今辽宁省大连市中山区中山广场4号，始建于1909年，1914年竣工，是中山广场周边建筑群之一，建筑风格为欧洲文艺复兴风格的巴洛克式。宾馆前立有日本将军大岛义昌的雕像，日本战败后被拆除。2001年以大连中山广场近代建筑群的名称成为第五批全国重点文物保护单位，大连市首批重点保护建筑。
最早的大连大和旅馆是建于俄占时期、位于日本桥（今胜利桥）北的萨哈罗夫公馆，日俄战争后临时改为大和旅馆。1945年苏联红军进驻大连时临时改为苏联红军警备司令部，10月27日大连市政府在此成立，11月红军警备司令部迁出，之后又更名为“全苏国际旅行社”。1950年，“全苏国际旅行社”被中方接收，1953年更名为“中国国际旅行社大连分社”。1956年9月，中国国际旅行社大连分社与宾馆分拆，启用“大连宾馆”之名。先后接待过周恩来、刘少奇、彭德怀、赫鲁晓夫、竹下登、中曾根康弘、村山富市、加利等海内外要人；其中208室更是保留了历史原貌，溥仪、孙科等人曾在此房间下榻。大连宾馆于2017年10月31日起停业，2022年4月正式开始修缮工作。2023年2月，业主大连文旅集团和雅高集团签约，修缮后将挂靠费尔蒙品牌重新营业。

## 长春（新京）

### 新京大和旅馆

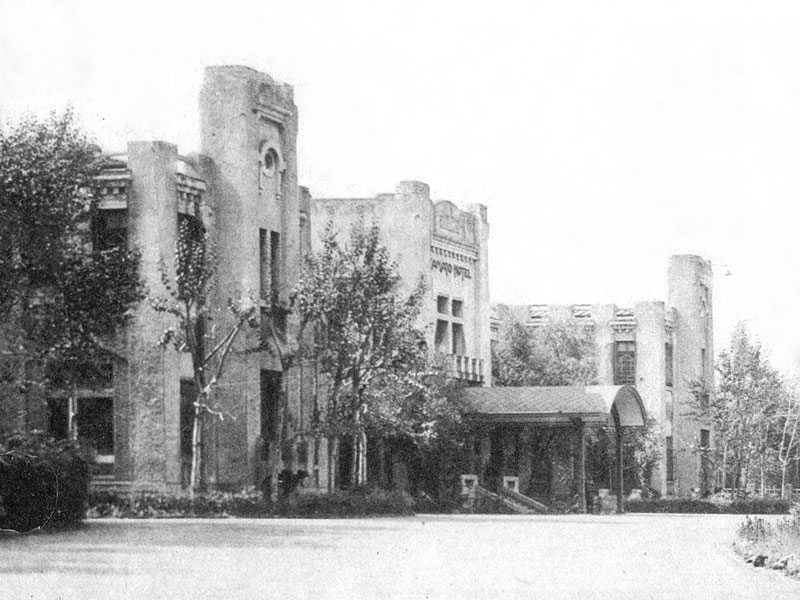
长春大和旅馆

新京大和旅馆，位于今吉林省长春市人民大街2号，长春站站前广场的东南角，建成于1909年，现为春谊宾馆。依据当时日本满铁和沙俄中东铁路双方协议，需在长春站和宽城子站分别为对方兴建货物站台和办事处，而大和旅馆的建设初衷就是为沙俄中东路局修建的办事处。设计者是满铁的青木菊治郎和平泽仪平。建筑面积7746平方米，占地约1.5万平方米，平面布局呈马蹄形，对称式立面，新艺术派风格。旅馆自开业时即配备电力、自来水、下水道和暖气，大部分客房有卫生间。资料记载的总工程费用为300万日元，是同期满铁建造的长春站站房的十倍造价。1925年增加煤气设备，堪称当时最为先进的旅馆。1932年，日本关东军司令部由沈阳迁来长春时，为司令官本庄繁下榻地。1945年日本投降，中共东北委员会书记周保中与苏军一起进入长春，并担任苏军长春卫戍司令部司令，期间在此下榻。当年9月，中共长春市委在此召开成立大会，由周保中主持会议。1946年，国民政府收复长春后，这里成为接待国民政府军政要员的场所。北平军事调处执行部东北执行停战第27小组的美方代表就住在这里，中共代表伍修权和国民政府代表的谈判也常在这里进行。这里同时也是中共进行地下活动的地点。1948年3月，解放军攻克长春前夕，中华民国国军第60军的军部即设在此，曾泽生与解放军有关投诚的商谈也多在这里进行。

## 沈阳（奉天）

### 奉天大和旅馆

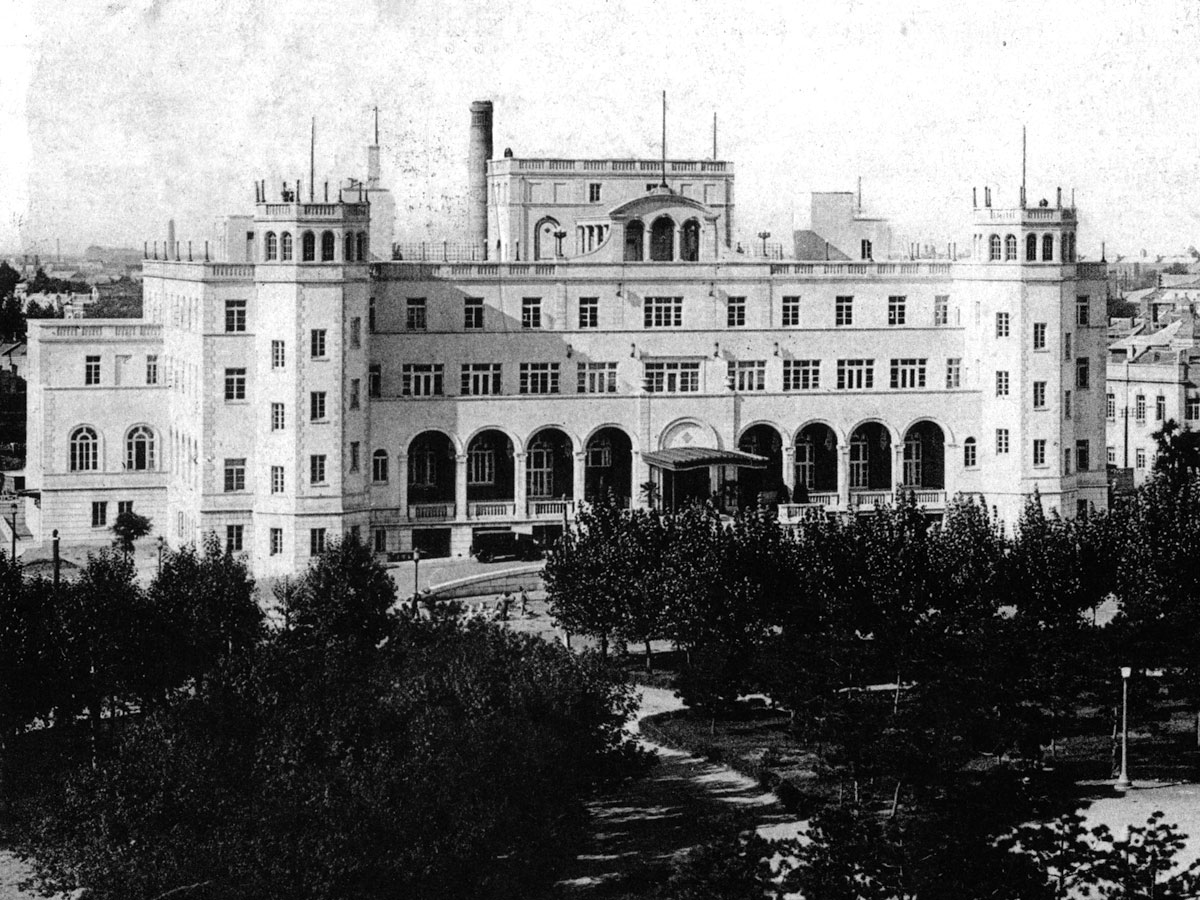
沈阳大和旅馆

奉天大和旅馆，现为辽宁宾馆，位于沈阳中山广场，始建于1927年4月，1929年4月竣工，共7层。设计者是后来设计了大连火车站的太田宗太郎。是当时的满铁附属地及周边的最高建筑，也是沈阳乃至全中国最早的大型豪华宾馆之一，当时堪称全沈阳最大最豪华的宾馆，且只有少佐以上的日本军官才有资格进入。九一八事变之前，日本关东军中的激进分子就经常在这里聚会；“九一八”事变当天，这里则成为日军的指挥部。1932年2月16日，由关东军司令官本庄繁主持，在今天的第三餐厅召开了“东北政务会议”，确定了“满洲国”的高层人选。会后不久，“满洲国”宣布成立。李香兰的发迹也无不与此宾馆有关。日本投降后更名为“铁路宾馆”。1945年8月，蒋介石等国军高级将领几乎全部在此，部署东北战局。1948年11月，陈云带领军政人员进入沈阳，次日宣布将其作为中共中央东北局、东北行政委员会、东北军区主要领导的接待处，更名为“东北行政委员会交际处”。1948年11月至1949年2月，先后有三批从香港北上的民主人士在中共中央安排下在此入住，之后进京参加新政协的筹备工作。1954年后改为今名。

## 直营旅馆
满铁除大和旅馆外，亦开设有其他直营酒店与和风旅馆。
- 五龍背温泉宾馆（日语：五龍閣・保養館・聚乐館）（五龍背）
- 筑紫館（撫順）
- 扶桑館（北平）
- 葫芦岛宾馆（葫芦岛），于1934年11月装修開業，设有13间客房
- 興城温泉宾馆（興城），于1934年11月装修開業，设有12间客房
- 齐齐哈爾鉄路宾馆（齐齐哈尔），于1936年8月15日開業，设有15间客房
- 阿爾山温泉宾馆（阿尔山）